# Квадри
Квадри (итал. Quadri) је насеље у Италији у округу Кјети, региону Абруцо.
Према процени из 2011. у насељу је живело 839 становника. Насеље се налази на надморској висини од 627 м.